# Seriphus politus
Seriphus politus is een  straalvinnige vissensoort uit de familie van ombervissen (Sciaenidae). De wetenschappelijke naam van de soort is voor het eerst geldig gepubliceerd in 1860 door Ayres.
De soort staat op de Rode Lijst van de IUCN als niet bedreigd, beoordelingsjaar 2007.